# Saint-Augustin-de-Desmaures
Saint-Augustin-de-Desmaures är en stad (kommun av typen ville) i provinsen Québec i Kanada. Den ligger i regionen Capitale-Nationale, i den sydöstra delen av landet, 400 km öster om huvudstaden Ottawa.